# Nürnberger-Spielkarten-Verlag
Die Nürnberger-Spielkarten-Verlag GmbH, auch Nürnberger-Spielkarten-Verlag (NSV), ist ein deutscher Spielkartenhersteller und Spieleverlag mit Sitz in Nürnberg, die 1989 nach Ausgliederung aus dem Verlag F.X. Schmid gegründet wurde und auf die 1948 gegründete „Spielkartenfabrik Heinrich Schwarz Nürnberg“ aufbaut. Das Unternehmen produziert Karten- und Würfelspiele sowie vor allem in den letzten Jahren zunehmend Autorenspiele verschiedener Spieleautoren.

## Geschichte
Die Nürnberger-Spielkarten-Verlag GmbH ging aus der bereits 1948 von Heinrich Schwarz gegründeten „Spielkartenfabrik Heinrich Schwarz Nürnberg“ hervor. Anfang der 1960er Jahre firmierte das Unternehmen unter dem Namen „Heinrich Schwarz & Co“ und wurde an Gisela Herfurth verkauft, die das Unternehmen als Nürnberger Spielkarten GmbH mit dem Label „Neue Nürnberger Spielkarten“ weiter entwickelte und ausbaute. Sie konnte das Spielkartensortiment erweitern und auf Werbemittel und andere Spielwaren ausweiten sowie den internationalen Handel etablieren. 1989 wurde das Unternehmen von F.X. Schmid übernommen.
Im Jahr 1995 wurde der Nürnberger-Spielkarten-Verlag wieder eigenständig und im Folgejahr wurde F.X. Schmid von der Ravensburger AG übernommen. Der Verlag wurde von Gerhard Lang bis 2005 geleitet, danach übernahm sein Nachfolger und derzeitiger Geschäftsführer Franz Jurthe die Leitung.

## Sortiment
Der Nürnberger-Spielkarten-Verlag produziert Kartenspiele, Würfelspiele, Memo-Spiele, Puzzles und Werbespiele. Nach Verlagsangaben sind Spielkarten für beliebte Klassiker wie Skat, Tarock, Schafkopf oder Poker sowie große Spielesammlungen ein wichtiger Bestandteil des Sortiments, hinzu kommen Spiele und Spielkarten als Werbeträger für Unternehmen sowie in den letzten Jahren verstärkt Autorenspiele verschiedener Spieleautoren.
Bekannte Autorenspiele aus dem Verlag sind das 2013 für das Spiel des Jahres nominierte Würfelspiel Qwixx sowie das 2015 ebenfalls für diesen Preis nominierte und anderweitig vielfach ausgezeichnete Kartenspiel The Game, beide von Steffen Benndorf. 2018 wurde zudem das Spiel The Mind von Wolfgang Warsch für das Spiel des Jahres nominiert. 2020 wurde das Kinderspiel Wir sind die Roboter zudem für das Kinderspiel des Jahres nominiert. Außerdem schafften es 2016 Qwinto, ein Würfelspiel von Uwe Rapp und Bernhard Lach und 2021 das Kinderdetektivspiel Inspektor Nase von Reinhard Staupe auf die Empfehlungsliste der „Spiel des Jahres“-Jury.
Seit 2020 versucht der Nürnberger-Spielkarten-Verlag verstärkt auf den Aspekt der Nachhaltigkeit bei Spielen einzugehen. Einleitend war eine Reihe von kleinen Spielen mit dem Namen „Minnys“, die plastikfrei in einer Papiertüte verpackt sind. Diese Reihe wurde 2021 um vier neue Titel erweitert. Des Weiteren erschien 2021 eine neue Produktreihe, genannt „Natureline“. Neben dem Verzicht auf Plastik setzt der Verlag bei dieser Reihe auf nachhaltige Rohstoffe wie Holz und Recyclingpapier. Statt einer verschweißten Folie werden die plastikfreien Spiele von einem Papierschuber verschlossen. Diese Lösung machte sich der NSV 2022 zu Nutze und veröffentlichte die ersten plastikfreien Kinderspiele.

## Spiele
Neben klassischen Kartenspielen wie Skat, Tarock, Schafkopf oder Poker verlegt der Nürnberger-Spielkarten-Verlag verschiedene Spiele, darunter

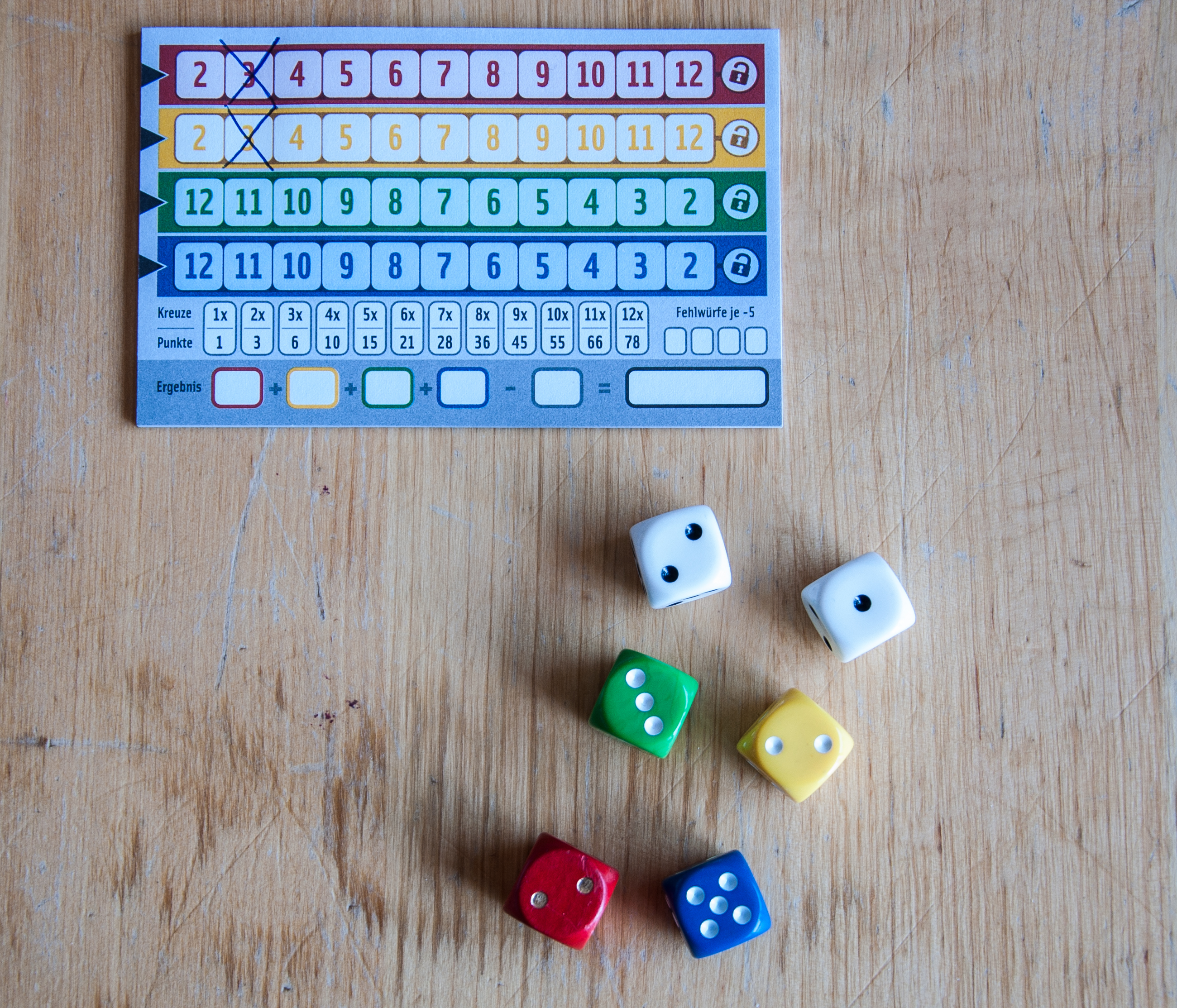
Spielmaterial für Qwixx

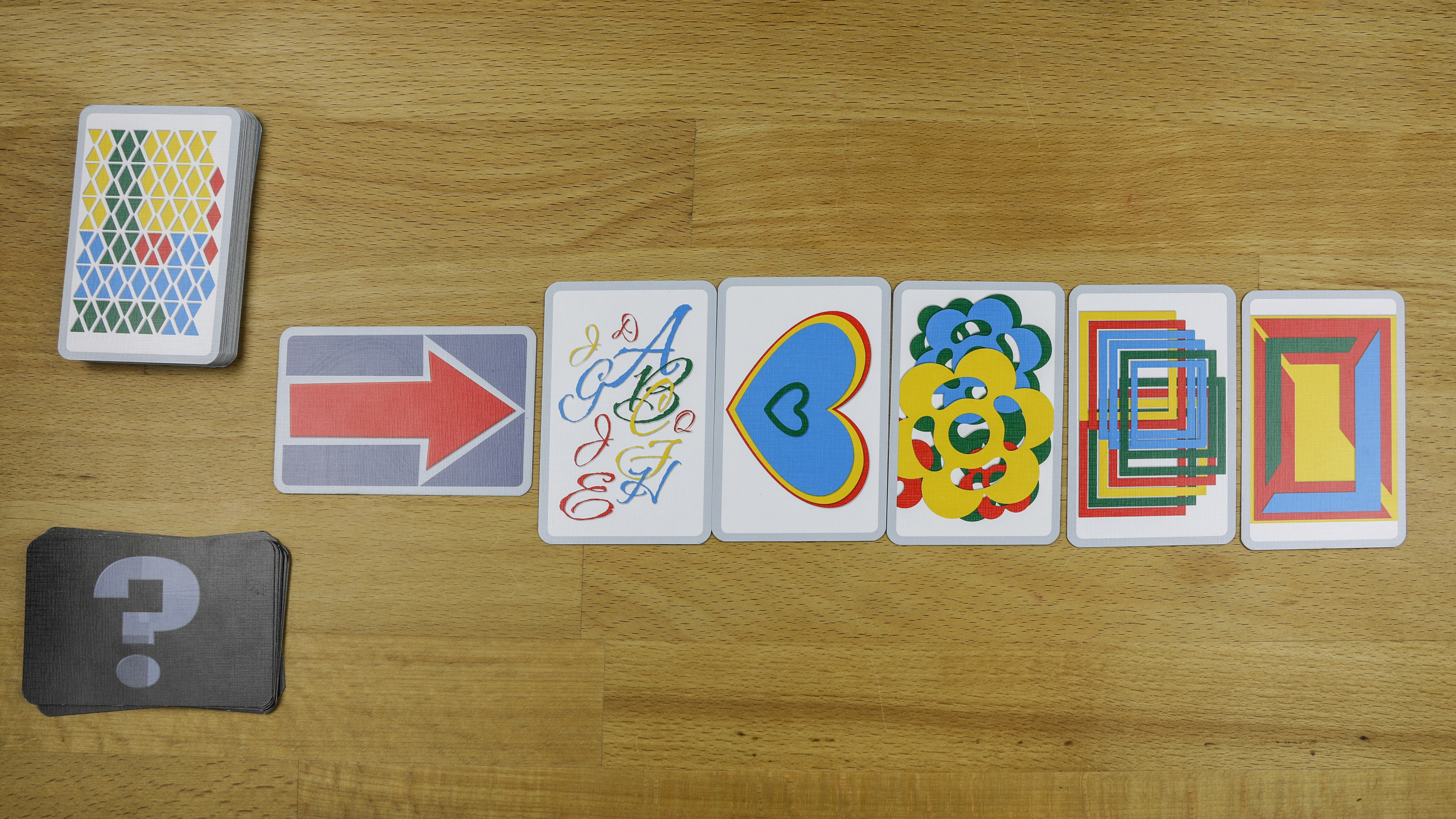
Spielsituation bei Illusion mit korrekter Reihe

- Ärger dich schwarz (2007, Frank Stark)
- Ochsen soxen (2007, Marco Teubner)
- Zoff am Herd (2007, Thomas Camenzind und Robert Stoop)
- Sticheln (2012, Klaus Palesch)
- Land unter (2012, „Modern Classic“ Stefan Dorra)
- Qwixx (2013, Steffen Benndorf)
- Qwixx - Deluxe (2013, Steffen Benndorf)
- Basari (2014, Reinhard Staupe)
- Dicht dran (2014, Reinhard Staupe)
- Kuh Vadis (2014, Reinhard Staupe)
- Kuhlorado (2014, Reinhard Staupe)
- Zum Kuhkuck (2014, Reinhard Staupe)
- Qwixx – Das Kartenspiel (2014, Steffen Benndorf)
- Qwixx – gemixxt (2014, Steffen Benndorf)
- The Game (2015, Steffen Benndorf)
- Qwixx Big Points (2015, Steffen Benndorf)
- Träxx (2016, Steffen Benndorf)
- Life is Life (2016, Lorenz Kutschke)
- Take That (2016, Andreas Spies, Reinhard Staupe)
- Qwinto (2016, Uwe Rapp, Bernhard Lach)
- Qwixx – Das Duell (2016, Steffen Benndorf)
- Qwinto – Das Kartenspiel (2017, Uwe Rapp, Bernhard Lach, Reinhard Staupe)
- Twenty one (2017, Steffen Benndorf, Reinhard Staupe)
- Tembo (2017, Andreas Spies)
- Wat’n dat… (2017, Claude Weber)
- Knister (2017, Heinz Wüppen), früher als Würfel-Bingo (2007)
- The Game: Face to Face (2017, Steffen Benndorf)
- Qwixx – Characters (2017, Steffen Benndorf, Reinhard Staupe)
- Illusion (2018, Wolfgang Warsch)
- Alle gegen Rudi (2018, Reinhard Staupe)
- Qwantum (2018, Stefan Kloß, Anna Oppolzer, Reinhard Staupe)
- Li-La-Laut (2018, Reinhard Staupe)
- Würfelland (2018, Andreas Spies, Reinhard Staupe)
- The Mind (2018, Wolfgang Warsch)
- Go5 (2019, Armin Mumper)
- The Mind - The Sound Experiment (2019, Wolfgang Warsch, Andreas Bindig)
- Knaster (2019, Markus Schleininger, Reinhard Staupe, Heinz Wüppen)
- Ohanami (2019, Steffen Benndorf)
- Silver & Gold (2019, Phil Walker-Harding)
- Kippelino (2019, Reinhard Staupe)
- Qwixx on Board (2019, Steffen Benndorf, Reinhard Staupe)
- Anubixx (2019, Florian Ortlepp, Helmut Ortlepp, Steffen Benndorf)
- The Mind Extreme (2019, Wolfgang Warsch)
- Qwixx - Connected (2019, Steffen Benndorf)
- Spukstaben (2020, Moritz Dressler)
- Contact (2020, Steffen Benndorf)
- The Game Quick & Easy (2020, Steffen Benndorf)
- Wir sind die Roboter (2020, Reinhard Staupe)
- Qwixx - Bonus (2020, Steffen Benndorf, Reinhard Staupe)
- Wolle (2020, Moritz Dressler)
- Hamstern (2020, Moritz Dressler)
- Honey Moon (2020, Moritz Dressler)
- Volle Weide (2020, Moritz Dressler)
- Hashi (2021, Jeffrey D. Allers)
- Alles auf 1 Karte (2021, Steffen Benndorf)
- Inspektor Nase (2021, Reinhard Staupe)
- Bunte Blätter (2021, Jens Merkl, Jean-Claude Pellin)
- Go for Gold (2021, Steffen Benndorf, Kaddy Arendt)
- 5 Minuten Puzzle (2021, Steffen Benndorf)
- Loot Shoot Whisky (2021, Moritz Dressler)
- Qwixx - Natureline (2021, Steffen Benndorf)
- Qwinto - Natureline (2021, Uwe Rapp, Bernhard Lach)
- Qwantum - Natureline (2021, Stefan Kloß, Anna Oppolzer, Reinhard Staupe)
- The Game - Natureline (2021, Steffen Benndorf)
- The Mind - Natureline (2021, Wolfgang Warsch)
- Illusion - Natureline (2021, Wolfgang Warsch)
- Qwixx Longo (2021, Steffen Benndorf, Reinhard Staupe)
- Splitter (2021, Steffan Nikolic)
- Snowhere - Natureline (2021, Steffen Benndorf)
- The Border (2022, Michael Kiesling, Reinhard Staupe)
- Exacto (2022, Reinhard Staupe)

## Belege
1. 1 2 3  Nürnberger-Spielkarten-Verlag bei reich-der-spiele.de; abgerufen am 26. Januar 2017.
2. ↑  Qwixx auf den Seites des Spiel des Jahres; abgerufen am 26. Januar 2017.
3. ↑  The Game auf den Seites des Spiel des Jahres; abgerufen am 26. Januar 2017.
4. ↑  Wir sind die Roboter. In: Spiel des Jahres. Abgerufen am 25. Mai 2022 (deutsch).
5. ↑  Qwinto. In: Spiel des Jahres. Abgerufen am 30. Mai 2022 (deutsch).
6. ↑  Inspektor Nase. In: Spiel des Jahres. Abgerufen am 30. Mai 2022 (deutsch).
7. ↑  Webmaster: 100 Prozent plastikfreie Spiele bei NSV. Abgerufen am 30. Mai 2022 (deutsch).
8. ↑  natureline. In: NSV-Spiele – weil es einfach Spaß macht. Abgerufen am 30. Mai 2022 (deutsch).